# Saurbek Mussajewitsch Baissangurow
Saurbek Mussajewitsch Baissangurow (russisch Заурбек Мусаевич Байсангуров; * 2. März 1985 in Samaschki, Atschchoi-Martan rajon, Tschetschenien) ist ein russischer Profiboxer und ehemaliger Weltmeister der WBO im Halbmittelgewicht.

## Amateurkarriere
Baissangurow wurde 2001 Russischer Kadettenmeister im Federgewicht und 2002 Russischer Juniorenmeister im Halbweltergewicht.
Im Juli 2001 startete er bei den 6. Kadetten-Europameisterschaften in Liverpool, wo er die Goldmedaille im Federgewicht gewann. Er besiegte dabei im Halbfinale den Italiener Nunzio Buonerba sowie im Finale den Türken Sedat Taşçı. Im Oktober desselben Jahres nahm er zudem noch an den 1. Kadetten-Weltmeisterschaften in Baku teil, wo er im Federgewicht durch einen Sieg gegen Yurdenis Thaureaux aus Kuba ins Halbfinale einzog. Dort unterlag er diesmal Sedat Taşçı und gewann somit eine Bronzemedaille.
Im September 2002 gewann er eine Bronzemedaille im Halbweltergewicht, bei den 12. Junioren-Weltmeisterschaften in Santiago de Cuba. Nach Siegen gegen Aslan Bajramow aus Aserbaidschan, Hwang Ryong aus Südkorea und den Mexikaner Juan de Dios Navarro, war er erneut ins Halbfinale eingezogen, wo er gegen den Kubaner Vilier Quinones unterlag.
Im August 2003 konnte er noch die Goldmedaille im Weltergewicht, bei den 18. Junioren-Europameisterschaften in Warschau gewinnen. Er bezwang dabei Mindaugas Spakauskas aus Litauen, Dian Petrow aus Bulgarien, Stefan Dragomir aus Rumänien, Serhij Derewjantschenko aus der Ukraine und Rahib Bəylərov aus Aserbaidschan.

## Profikarriere
2004 wurde er in der Ukraine Profi und boxte bereits am 20. November erstmals in Deutschland, als er neben Nikolai Walujew, Arthur Abraham und Marco Huck bei einer Veranstaltung von Sauerland Event im BigBOX Allgäu von Kempten verpflichtet wurde. Dabei besiegte er trotz einer Handfraktur den ungeschlagenen Argentinier Pablo Martin Paoliello (6:0) einstimmig nach Punkten. Im Februar 2005 schlug er in der Berliner Max-Schmeling-Halle den ins Profilager gewechselten, Berliner Amateur-Rekordmeister Adnan Özcoban (2:0) vorzeitig in der vierten Runde.
Am 16. September 2005 sicherte er sich in seinem elften Profikampf im ukrainischen Dnipropetrowsk den Jugendweltmeistertitel der IBF im Mittelgewicht. Sein ungeschlagener Gegner Daniel Urbanski (5:0) aus Polen musste wegen Unterlegenheit vom Ringrichter aus dem Kampf genommen werden. Schon am 10. Dezember 2005 sicherte er sich in Leipzig auch die IBF-Jugend-WM im Halbmittelgewicht durch einen vorzeitigen Sieg gegen den Argentinier Juan Manuel Alaggio (15:1). Alaggio musste zwei Niederschläge hinnehmen und wurde schließlich in der neunten Runde vom Ringrichter nach einem schweren Wirkungstreffer aus dem Kampf genommen.
Im Januar 2006 verteidigte er den Titel in Berlin vorzeitig gegen John Chibuta (6:2) aus Sambia und im April 2006 ebenfalls vorzeitig gegen László Burányi (20:3) aus Ungarn. Beim Kampf um die Internationale WBC-Meisterschaft im Halbmittelgewicht am 23. September 2006 in Kiew musste er gegen Marco Antonio Rubio (34:3) zwar erstmals zu Boden, gewann gegen den Mexikaner jedoch letztlich einstimmig nach Punkten. Gleich in seinem nächsten Kampf am 7. Juli 2007 in Köln besiegte er den Franzosen Hussein Bayram (24-2) ebenfalls einstimmig nach Punkten und gewann damit den vakanten Europameistertitel der EBU im Halbmittelgewicht.
Nach zwei vorzeitigen Titelverteidigungen gegen Roman Dzhuman (23-4) und Ion Gonta (18-1), musste er am 13. Dezember 2008 in Mannheim gegen Cornelius Bundrage (28:4) seine erste Niederlage als Profi hinnehmen. Kurz vor Ende der fünften Runde ging er durch eine Rechte des Amerikaners zu Boden und litt anschließend unter Gleichgewichtsproblemen, weshalb der Ringrichter den Kampf zu Gunsten von Bundrage beendete.
Am 30. Mai 2009 wurde er in Kiew mit einem K.-o.-Sieg in der ersten Runde gegen den Italiener Cristian De Martinis (22:2), neuer Interkontinentaler Meister der WBA im Halbmittelgewicht. Bis Ende des Jahres verteidigte er den Titel vorzeitig gegen Eromosele Albert (22:2) und Frank Shabani (18:1). Durch einen t.K.o.-Sieg in der zwölften Runde gegen Richard Gutierrez (26:4), wurde er am 4. Dezember 2010 in Browary Weltmeister der IBO im Halbmittelgewicht.
Am 30. Juli 2011 wurde er interimistischer Weltmeister der WBO im Halbmittelgewicht; er besiegte dabei den Brasilianer Mike Miranda (34:3) durch K. o. in der ersten Runde. Am 5. Oktober 2011 ernannte ihn die WBO zum neuen regulären Weltmeister im Halbmittelgewicht, da Titelträger Serhij Dsynsyruk zu lange keine Titelverteidigung bestritt und ihm deshalb der WM-Gürtel aberkannt wurde.
Am 12. Mai 2012 gewann Baysangurow einstimmig nach Punkten gegen den Franzosen Michel Soro (18:0) und am 6. Oktober 2012 ebenfalls einstimmig gegen den Tschechen Lukáš Konečný (48-3).
Aufgrund einer Trainingsverletzung konnte er seinen Titel nicht fristgerecht Mitte 2013 gegen Demetrius Andrade verteidigen, weshalb ihm die WBO den Titel aberkannte. Andrade sicherte sich anschließend im November 2013 den nun vakanten Titel durch einen Punktesieg gegen Wanes Martirosijan.
Am 12. April 2014 wurde er erneut Weltmeister der IBO im Halbmittelgewicht. Er besiegte dabei in der Ukraine den Argentinier Guido Pitto (18-2) durch t.K.o. in der zwölften Runde.

## Sonstiges
Bis ins Jahr 2012 wurde er von seinem Onkel Uwais Baissangurow trainiert, sein aktueller Trainer ist der Kalifornier Abel Sánchez.
Sein Bruder Salambek Baissangurow und sein Cousin Alaudin Murtasalijew waren ebenfalls Profiboxer.